# Децим Валерий Азиатик Сатурнин
Вижте пояснителната страница за други личности с името Децим Валерий Азиатик.
Марк Лолий Павлин Децим Валерий Азиатик Сатурнин (на латински: Marcus Lollius Paullinus Decimus Valerius Asiaticus Saturninus) е сенатор на Римската империя през 1 век.
Произлиза от фамилията Валерии от Виен в Нарбонска Галия. Неговият дядо по бащина линия е Децим Валерий Азиатик, баба му e Лолия Сатурнина, сестра на Лолия Павлина (третата съпруга на император Калигула).
Баща му Децим Валерий Азиатик e легат, номиниран за суфектконсул 69 г., но умира преди това. Майка му e Галерия Вителия, дъщеря на император Вителий.
През 94 г. Сатурнин е суфектконсул. През 108/109 г. e проконсул на Азия. През 125 г. Сатурнин е редовен консул и вероятно същата година градски префект. Сатурнин е приятел с Траян и Адриан. Той е също и понтифекс.